# Atelier Perceval
Pour les articles homonymes, voir Perceval (homonymie).
L'Atelier Perceval est une coutellerie artisanale haut de gamme,,, labellisée Entreprise du patrimoine vivant, et située à Thiers (Puy-de-Dôme).

## Histoire
L'Atelier Perceval est fondé en 1993 par Emmanuel Chavassieux, qui s'associe en 1995 avec Eric Perceval - dont l'homonymie avec la coutellerie est fortuite - pour créer l'entreprise actuelle en 1996.
En 2008, Yves Charles quitte son restaurant parisien et rachète l’Atelier Perceval, afin de se consacrer pleinement à son développement,,.
En mars 2022, Yves Charles cède l'entreprise à Félix Poché.
L'Atelier Perceval a fait l'objet de plusieurs reportages télévisés,,.

## Produits
Les couteaux Perceval se déclinent en plusieurs gammes, : couteaux de table,,, couteaux pliants,, couteaux de cuisine,, couteaux de plein-air.
L'Atelier Perceval commercialise ses couteaux dans le monde entier,, grâce à un réseau de revendeurs.

## Labels et récompenses
- 2009 : Label Entreprise du Patrimoine Vivant, renouvelé en 2020[5].
- 2010 : IWA (de) "International Knife Award" à Nuremberg (Allemagne), 1er prix international pour le modèle « 9.47 Prestige »[27].
- 2022 : Membre du Collège Culinaire de France[28],
- Entreprise répertoriée dans l’Annuaire Officiel des Métiers d’Art de France[29], mis en œuvre par l'Institut National des Métiers d'Art.